# Шипченска битка (август 1877)
Вижте пояснителната страница за други значения на Шипченска битка.
Шипченската битка (август 1877) на 9 – 14 / 21 – 26 август 1877 г. е решаващо сражение в Шипченския проход в хода на Руско-турската война (1877 – 1878).

## Разположение на силите
След боевете при Стара Загора, Нова Загора и село Джуранли, Централната османска армия с командир Сюлейман паша се насочва към преминаване на Стара планина. Целта е вероятно съединяване с частите при Западната армия и Източнодунавската армия в четириъгълника Русе – Шумен – Варна – Силистра. Съставът на армията е от 48 табора, 16 ескадрона и 48 оръдия, общо 27 000 офицери и войници. На 8 август, след съсредоточаване, се насочва към Шипченския проход. Разделена е на три колони:
- първа с командир Реджеб паша настъпва по линията село Шипка – връх Малък Бедек – връх Свети Никола и нанася главния удар;
- втора с командир Шакир паша настъпва по линията село Шипка – връх Свети Никола и нанася спомагателен удар;
- трета е общ резерв.

Планът за действие предвижда фронтален удар срещу руската отбрана.
За отбрана на Шипченския проход е сформиран Шипченски отряд – войскова формация с началник командира на Българското опълчение генерал-майор Николай Столетов. Общо 7500 офицери и войници и 27 оръдия. Включва:
- част от Габровския отряд с командир генерал-майор Валериан Дерожински от Тридесет и шести пехотен орловски полк и 4 батареи;
- Българското опълчение от 1-ва, 2-ра, 3-та, 4-та и 5-а опълченски дружини;
- Тридесет и пети пехотен брянски полк – от 9/21 август.

## Топография на Шипченски проход
При Шипченския проход се срещат почти под прав ъгъл билото на Стара планина с една верига върхове в меридианно направление. Тази верига се състои от върховете Свети Никола, Шипка и Узункуш. Там лъкатуши пътя през прохода от Габрово за Казанлък. На запад, почти под прав ъгъл, се простира Кралимарков баир, който се състои от върховете Акри Джебел (Малуша), Йешил тепе (Лесная височина) и Кючук Йешил тепе (Волинска височина). Съединява се с прохода в района на Централната батария, южно от връх Шипка.
Източно от прохода се простира друга верига в меридианно направление. Състои се от върховете Малък Бедек, Демир тепе (Захарна глава, Гарваново гнездо) и Демиевец. Съединява се с прохода в района Стоманената батарея.
Склоновете на всички върхове са стръмни и почти непристъпни. Обрасли са с гъсти гори и храсти. Почти няма открити пространства, освен самите върхове на Йешил тепе и Кючук Йешил тепе. Поради липса на достатъчно войски, генерал Столетов успява да заеме само върховете Свети Никола, Кючук Йешил тепе и Шипка. За да подсигуи фланговете чрез заемане на позиции на Акри Джебел и Малък Бедек, генерал Радецки иска още един пехотен полк, но му е отказано.

## Руски позиции
Предвид недостатъчните си сили Столетов се ограничава с отбраната на самия проход. Отбраната не е цялостна позиция, а съвкупност от височини, пригодени за отбрана на запад, на юг, на изток и на север към другите височини. Изградени са четири групи стрелкови и артилерийски укрепления.
- Предна позиция (южна) – разположена е на връх Свети Никола с цел да прегради подстъпа на турците към прохода от Казанлък. Поставени са три батареи – Голямата, Малка и Стоманена. Около батареите са изградени окопи за 8 роти пехота. На най-южния край на Свети Никола, където се намира т.нар. Орлово гнездо, са направени от камъни примитивни укрития за стрелците. Укрепленията на връх Свети Никола са непристъпни от запад, но от юг и от югоизток има подстъпи от Акри Джебел (Малуша), а Малък Бедек има командно положение (по-висок). Стръмните склонове и групите храсталаци, дават възможност за безнаказано обстрелване на защитниците на тези укрепления. Тук са разположени осем опълченски роти от 1-ва и 4-та дружина и осем роти от 36-ти Орловски полк. Командир на позицията е полковник Михаил Толстой;
- Десен фланг (западна позиция) – разположен е на връх Кючук Йешил тепе с цел да охранява пътя през прохода от запад, гърба на източната позиция и евентуално пътя за отстъпление от връх Свети Никола. Изградени са пехотни ложементи, окопи и траншеи. На Кючук Йешил тепе е издигната здрава засека от повалени дървета. Тук се намира и Централната батарея. Позицията е непрестъпна от север и юг, но има достъп от запад от Йешил тепе, но макар и доста тесен. Отбранява се от 4 роти от 36-ти Орловски полк.
- Ляв фланг (източна позиция) – представлява два реда пехотни ложементи и окопи югоизточно от връх Шипка с цел да охранява пътя през прохода от изток, гърба на западната позиция и евентуално пътя за отстъпление от връх Свети Никола. Позицията има удобни подстъпи, понеже наблизко започва гора. Отбраната е поверена на опълченците от 2-ра, 3-та и 5-та дружина.
- Тилна позиция (северна) – разположена е на самия път през прохода на връх Шипка и Узункуш с цел да брани подхода на снабдителните линии, санитарните части, подкрепленията, както и да пречи на обход в тила на отбраната. Тук е разположена Кръглата батарея и ложементи за четири пехотни роти, заети от 36-ти Орловски полк .

Укрепленията на отбраната на прохода образуват тясна ивица от двете страни на пътя, като на места ширината им е едва 60 – 70 метра. Укрепленията са слаби и недостатъчни. Те не дават надеждна защита от огъня на противника. Тилът на отбраната и пътя за отстъпление не е напълно надежден. В района съществуват три водоизточника, но те остават в обхвата на обстрела. Като цяло местността е такава, че не позволява разгръщане на значителни сили и от двете страни.

## Боят на 9/21 август
На 7 август е открито съсредоточаването на Централната османска армия при Казанлък и действията около Елена. Силите на Южния Руски отряд са основно 8-и армейски корпус с командир генерал-лейтенант Фьодор Радецки и са насочени за защита на Твърдишкия и Хайнкьойския проход, оценени като вероятни за преминаване на османските сили. На 8 август генерал-майор Николай Столетов открива действителния турски замисъл и изпраща на генерал-лейтенат Фьодор Радецки тревожна телеграма:
| „ | Донасям безпогрешно, че целият корпус на Сюлейман паша, който виждаме като на длан, се развръща срещу нас на осем версти от Шипка. Силите на неприятеля са грамадни. Говоря това без преувеличение, ще се защитаваме до крайност, но подкрепления са крайно необходими. | “ |

Към Шипченския проход с ускорен марш са насочени подкрепления от 8-и армейски корпус. За тяхното пристигане са необходими три дни. На следващия ден, 9 август, започва героичната борба за Шипченския проход.
През нощта частите от колоната на Реджеб паша се придвижват към връх Малък Бедек и около 7 ч. отхвърлят руските постове, изграждат позиция и разполагат батарея. Към 8 ч. атакуват руските позиции на връх Свети Никола. Нападението е отблъснато от пехотата и Стоманената батарея.
Генерал-майор Николай Столетов преценява действията като начало на главния удар и подкрепя силите на полковник Михаил Толстой с целия пехотен резерв на Шипченския отряд (три роти пехотни роти и осем опълченски роти). Около 9 ч. колоната на Шакир паша атакува Орлово гнездо. Нарушава заповедта да води само демонстративен огън и предприема фронтална атака срещу първата руска позиция (главна) в района на Малката батарея. Атаката е отбита, но османски подразделения се окопават на 150 – 200 метра от позицията и водят интензивна стрелба. Създадената обстановка дава основание Полевият щаб на Руската армия да разпрати съобщение до всички части:
| „ | Шипка е силно атакувана от армията на Сюлейман паша. Атаката започна сутринта. Боят е в разгара си. Атаката се води по фронта, като се обхождат и двата фланга. Положението е критическо. | “ |

Настоява се частите на 8-и армейски корпус, изпратени като подкрепление, да се движат максимално ускорено. Около 13 ч. колоната на Реджеп паша предприема четвъртата си атака срещу Стоманената батарея, а от фланга атакува за пети път колоната на Шакир паша. В разгара на боя с ускорен марш пристига подкрепление – 35-и брянски пехотен полк с командир полковник Александър Липински, който поема отбраната на западната и северната позиция. Отбити са още три турски атаки, като защитниците използват срещу врага и камъни и дървета.
По този пръв повод генерал-лейтенант Фьодор Радецки заявява на военния кореспондент на френския вестник „L'Estafette“, А. М. Млоховски дьо Белина:
| „ | Пишете главно за храбрите ми полкове и доблестното Българско опълчение, които, нямайки боеприпаси, отблъскваха турските атаки с камъни. | “ |

Около 18 ч. защитниците на прохода са устояли и атаките са прекратени. Османските сили са заели изгодни позиции за атака на следващия ден – връх Малък Бедек, връх Демиртепе и връх Демиевец.

## Затишието на 10/22 август
На 10 август Сюлейман паша отменя заповедта за нова атака. Организира подробно разузнаване и изработва план за действие на следващия ден. Османските сили инженерно подготвят заетите изходни позиции. Монтират нови артилерийски батареи на първата площадка под Орлово гнездо. Батареята на връх Малък Бедек е разширена до 8 оръдия.
Частите на защитниците от Шипченския отряд се прегрупират и окопават. През целия ден с прекъсвания се води артилерийска престрелка. Затишието дава възможност да се спечели време за похода на руските подкрепления към Шипченския проход.

## Решителният бой на 11/23 август
Турските атаки започват около 4 ч., като направленията на ударите са променени. Расим паша атакува в две колони връх Узункуш и връх Кючюк Йешилтепе. Колоната на Салих паша атакува връх Свети Никола, а общият резерв – връх Акри Джебел (Малуша). Вейсел паша около 9 ч. изненадващо атакува източната позиция. Към обяд всички атаки са отбити. Обстановка става критична към 16 ч., когато османските сили превземат връх Кючук Йешилтепе, а връх Узункуш е силно атакуван. Две роти български опълченци отбиват атаката. Отстъпването на връх Кючук Йешилтепе се схваща от отделни командири като разрешено отстъпление. Катастрофата е предотвратена от решителната намеса на средния команден състав: полковник Александър Липински с 20 войника спира отстъплението в района на Кръглата батарея, полковник Фьодор Де-Прерадович задържа състава на Кръглата батарея, майор Чиляев връща опълченците на източните позиции, щабскапитан Поликарпов задържа прислугата на Централната батарея, а доктор Константин Везенков (старши лекар на Българското опълчение) организира контраатака със силите на ранените, които могат да се движат. Към 17:30 ч. на връх Шипка пристига първото подкрепление, ротата на поручик Буфало, по двама войника на артилерийски коне от 16-и стрелкови батальон на 4-та стрелкова бригада с командир генерал-майор Адам Цвецински. До 18 ч. батальонът се съсредоточава, атакува, увлича подразделения от 36-и орловски и 35-и брянски пехотен полк и превзема връх Кючук Йешилтепе. Пристига и 2-ра бригада от 14-а пехотна дивизия с командир генерал-майор Михаил Драгомиров. Позициите са стабилизирани и към 22 ч. и решителният бой затихва по цялата линия. Сюлейман паша в донесение до Главната квартира заключава:
| „ | Никога не се е виждало такова жестоко и кърваво сражение. | “ |

Оценявайки бойните качества, проявени на 11 август от Българското опълчение, неговият командир генерал-майор Николай Столетов в телеграма до началника на Полевия щаб генерал-лейтенант Артур Непокойчицки заявява:
| „ | Що се отнася до българите, то не ще се уплашат дори ако ги изразходваме до последния човек. | “ |

След няколко дни настоява:
| „ | Да се наградят, както е установено за частите от войските на нашата армия. | “ |

В сраженията участват и 1000 цивилни жители на град Габрово, изпратени на позициите от генерал-лейтенант Виктор Кренке. За техния принос свидетелства военният кореспондент на английския вестник „Daily News“ Арчибалд Форбс пред руския дипломат граф Николай Игнатиев:
| „ | Той е във възторг от нашите войници, а хвали също и българите-опълченци. При това и 1000 жители и деца габровци разнасяли под град от куршуми вода на нашите войски и даже на стрелците от първа линия, а също и изнасяли ранените с пълна самопожертвователност. | “ |

## Боят на 12/24 август
Сутринта на 12 август командването на Шипченския отряд, усилен с нови подкрепления до 14 820 офицери и войници, е поето от генерал-лейтенант Фьодор Радецки, командир на Южния отряд. Българското опълчение с изключение на 5-а дружина е изтеглено за възстановяване и превъоръжаване в Габрово. Командирът възнамерява да подобри позициите с действия срещу командните височини, заети от османските сили. На Сюлейман паша не е известна промяната на руските сили и подновява атаките, чиято главна цел е техния тилен участък. Колоната на Вейсел паша започва настъплението в района на пътя за град Габрово. Дванадесети стрелкови батальон с командир майор Климович отразява три турски атаки. Колоната на Шакир паша подлага от изток позициите на връх Свети Никола на ожесточен, но неуспешен обстрел, а Салих паша атакува върха от юг. Тридесет и шести орловски пехотен полк го отхвърля. Най-ожесточено е сражението от запад срещу втората група укрепления, атакувани от колоната на Расим паша. Шестнадесети стрелкови батальон с командир подполковник Ходяков отстоява връх Кючюк Йешилтепе (връх Волинска височина, Букова глава). При връх Узункуш е ранен командирът на 14-а пехотна дивизия, генерал-майор Михаил Драгомиров. Командването ѝ е поето от генерал-майор Михаил Петрушевский. Около 14 ч. подполковник Ходяков атакува без успех връх Йешилтепе (връх Марковски рът). Към 22 ч. боят завършва и противниците се връщат на изходните позиции.

## Боевете на 13 – 14/25 – 26 август
На 13 август съставът на Шипченския отряд е прегрупиран. С новопристигналия 53-ти волински пехотен полк руските сили достигат до 14 217 офицери и войници и 44 оръдия. Борбата е за изтласкване на османските сили от връх Акри Джебел и връх Йешил тепе на изходните позиции. Около 7 ч. колоната на подполковник Александър Липински от 35-и брянски, 56-и житомирски и 54-ти подолски пехотен полк овладява връх Йешилтепе. Атакува от движение връх Акри Джебел, но е отбита от колоната на Вейсел паша. Колоната на Шакир паша без успех контраатакува връх Йешилтепе. При престрелка на връх Узункуш е убит командирът на руския Габровски отряд генерал-майор Валериан Дерожински.
На 14 август колоната на Шакир паша подновява настъплението срещу връх Йешилтепе. След негово флангово обхващане, руските сили се изтеглят на връх Кючюк Йешилтепе. В края на деня двете страни са изтощили силите си за настъпление и преминават към отбрана. Завършва шестдневната борба за Шипченския проход.
На 5/17 септември Сюлейман паша прави още един безуспешен опит да превземе прохода – вж. Шипченска битка (септември 1877).

## Памет
На 21 септември 1922 г. Габровският градски общински съвет приема решение да обяви за почетни граждани всички опълченци, участвали в боевете на Шипка и живи към този момент.
На Шипченската битка е наречена улица „11-и август“ в Центъра на София (Карта).

## Галерия паметници
- Надгробна плоча на майор Молоствов от 35-и Брянски полк, ранен на 11 август и починал на 13 август 1877 г.
- Надгробна плоча на поручик Зенкович от 9-а артилерийска бригада, ранен на 11 август и починал на 13 август 1877 г.
- Надгробна плоча на подпоручик Кобилянский, от 56-и Житомирски полк, ранен на 13 август и починал на 16 август 1877 г.
- Надгробна плоча на подполковник Бенецкий, командир на 5 батарея от 9 артилерийска бригада, убит на 11 август 1877 г.
- Братска могила 14-а артилерийска бригада, 53-ти Волински полк и 9 пехотна дивизия.
- Паметник на поручик Сергей Коко от 55-и Подолски полк, убит на 13 август 1877 г.
- Паметник на 3-та опълченска дружина, сражавала се на това място на 9 – 12 август 1877 г.
- Паметник на 5-а опълченска дружина, сражавала се на това място на 9 – 12 август 1877 г.
- Надгробен паметник на капитан Александрър Брянцев от 35-и Брянски полк, убит на 11 август 1877 г.
- Надгробен паметник на прапоршчик Фон-Гюне от 35-и Брянски полк, убит на 11 август 1877 г.
- Надгробен паметник на подпоручик Кантимиров от 13-и стрелкови батальон, ранен на 13 август и починал на 14 август 1877 г.
- Надгробен паметник на подпоручик Вознесенский от 14 стрелкови батальон, убит на 13 август 1877 г.
- Надгробен паметник на прапоршчик Валдемар Скородинский от 35-и Брянски полк, убит на 11 август 1877 г.